# Conservatoire botanique national des Pyrénées et de Midi-Pyrénées
Le Conservatoire botanique pyrénéen, également connu sous le nom de Conservatoire botanique national des Pyrénées et de Midi-Pyrénées, est un conservatoire botanique spécialisé dans la flore des Pyrénées. Il est situé dans le Vallon de Salut, BP315, Bagnères-de-Bigorre, Hautes-Pyrénées, Occitanie, France, et ouvert au public le vendredi après-midi pendant les mois les plus chauds. 
Le conservatoire a été créé en 1999 pour préserver les plantes endémiques espèces des Pyrénées. Il s'agit avant tout d'un établissement de recherche mais il contient également les collections d'herbier de Louis Ramond de Carbonnières, Pierrine Gaston-Sacaze, Pierre Le Brun (1890-1970) membre de la société botanique de France  et Georges Bosc (1918-2000) pharmacien à Toulouse, totalisant quelque 30 000 spécimens. 